# Sophira flavicans
Sophira flavicans är en tvåvingeart som först beskrevs av Edwards 1919.  Sophira flavicans ingår i släktet Sophira och familjen borrflugor. Inga underarter finns listade i Catalogue of Life.